# (1618) Dawn
(1618) Dawn ist ein Asteroid des Hauptgürtels, der am 5. Juli 1948 von dem südafrikanischen Astronomem E. L. Johnson, vom Union-Observatorium in Johannesburg aus, entdeckt wurde. 
Der Asteroid ist Mitglied der Koronis-Familie, einer Gruppe von Asteroiden, die nach (158) Koronis benannt ist. Die zeitlosen (nichtoskulierenden) Bahnelemente von (1618) Dawn sind fast identisch mit denjenigen des kleineren, wenn man von der Absoluten Helligkeit von 14,5 gegenüber 11,50 ausgeht, Asteroiden (13765) Nansmith.
(1618) Dawn wurde nach der Enkelin des Entdeckers benannt.